# Adolf Pintíř
Adolf Pintíř (* 14. května 1952, Žihobce) je český římskokatolický kněz, od 29. listopadu 2015 kaplan Českého velkopřevorství Maltézského řádu. Je též bývalým generálním vikářem českobudějovické diecéze (2008–2014 a 2015) a bývalým administrátorem českobudějovické diecéze (od 1. března 2014 do 13. června 2015).

## Život

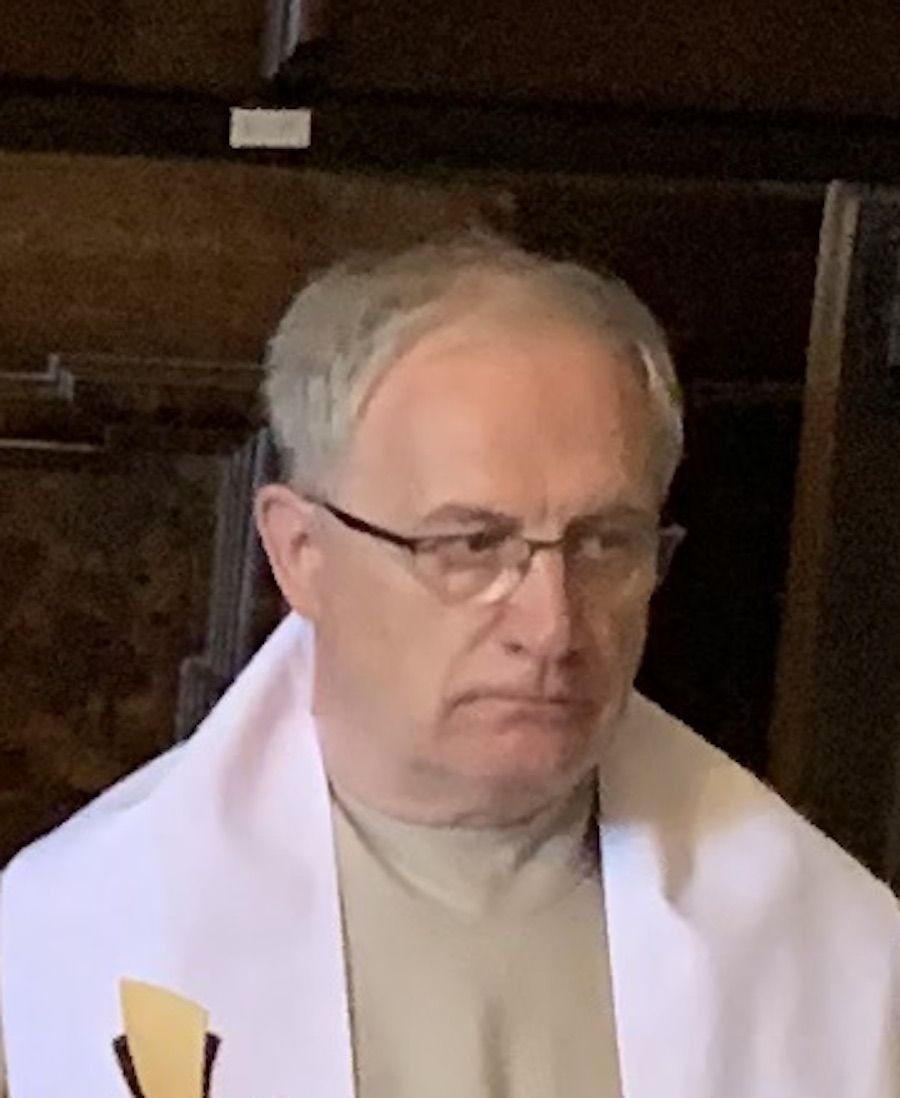
Mons. Adolf Pintíř
v albě a se štolou

Narodil se v rodině učitele jako třetí z jeho čtyř dětí. Kromě starších sester Marie a Anny má ještě mladší sestru Ivanu, která vstoupila do kongregace Milosrdných sester svatého Karla Boromejského a přijala řeholní jméno Angelika. Vystudoval střední všeobecně vzdělávací školu v Sušici, kterou ukončil maturitou v roce 1970, a Cyrilometodějskou bohosloveckou fakultu v Litoměřicích, jejíž studium přerušil absolvováním základní vojenské služby v letech 1972 až 1974. Dne 2. července 1977 přijal v Praze z rukou kardinála Tomáška kněžské svěcení.
V letech 1977 až 1982 byl farním vikářem v Sušici, poté od března do srpna 1982 administrátorem děkanství v Týně nad Vltavou a následně až do roku 1997 duchovním správcem v několika farnostech na Táborsku (Chotoviny, Hlasivo, Dražice, Pohnání a další). V letech 1979 až 1989 vydával spolu se Zdeňkem Ciklerem a Vladimírem Feldmannem samizdatový časopis Vzkříšení, od roku 1985 se podílel na seminářích pro české katechety, které byly pořádány ve východoněmeckém Erfurtu, a angažoval se také v hnutí Desetiletí duchovní obnovy národa.
Po sametové revoluci založil Diecézní katechetické středisko při biskupství českobudějovickém, začal vyučovat katechetiku na Teologické fakultě Jihočeské univerzity v Českých Budějovicích a ve spolupráci s PhDr. Ludmilou Muchovou začal vydávat dětský katolický časopis Duha (od roku 1992). Od 15. srpna 1997 působil jako duchovní správce děkanství u katedrály sv. Mikuláše v Českých Budějovicích a od 20. listopadu 2008 byl jmenován generálním vikářem českobudějovické diecéze. Současně působí jako biskupský vikář pro školství a vedoucí Diecézního katechetického střediska při biskupství českobudějovickém a řídí vydávání měsíčníku českobudějovické diecéze Aktuality – Setkání. Od 20. září 2010 je také kanovníkem českobudějovické kapituly.
Dne 1. března 2014 po přijetí rezignace biskupa Jiřího Paďoura byl zvolen administrátorem diecéze na dobu do jmenování nového českobudějovického diecézního biskupa do úřadu, 13. června 2015 byl do úřadu uveden Mons. Vlastimil Kročil, čímž správa Adolfa Pintíře skončila. Ještě týž den biskup Kročil jmenoval Adolfa Pintíře generálním vikářem, z úřadu jej odvolal 1. prosince téhož roku, dva dny poté, co se Adolf Pintíř stal kaplanem Českého velkopřevorství Maltézského řádu. S platností od téhož data byl Pintíř jmenován výpomocným duchovním v Sušici a k ní excurrendo přidružených farnostech.

## Dílo
- Adolf Pintíř, Ludmila Muchová: Rosteme ve víře – učebnice náboženství pro 7. třídu, Portál, Praha 1992
- Adolf Pintíř: Já mám děti rád, Sdružení sv. Jana Neumanna, České Budějovice 1995